# École Supérieure des Sciences et Technologies de l'Ingénierie
L’École Supérieure des Sciences et Technologies de l’Ingénierie (ESSTI) est un établissement d’enseignement supérieur privé fondé en 2013, par un groupe d’enseignants universitaires pour former des élèves dans les domaines de l'ingénierie et des nouvelles technologies au Maroc.

## Historique
L'Ecole Supérieure des Sciences et Technologies de l’Ingénierie-ESSTI est une école d'ingénieurs privée située à Rabat Agdal, au Maroc. Elle a été fondée en 2013 et offre des formations en génie informatique, électronique et en génie industriel, avec des opportunités de spécialisation dans des domaines tels que l'intelligence artificielle, les réseaux et la sécurité informatique, la robotique, l'énergie renouvelable, la logistique et la production industrielle. Les programmes sont accrédités par le Ministère de l'Enseignement Supérieur, de la Recherche Scientifique et de la Formation des Cadres du Maroc. Dans le cadre des échanges avec les écoles partenaires françaises, tous les titres délivrés par ces partenaires sont reconnus par la Commission des Titres d'Ingénieur (CTI).